# Sant’Anastasia (település)
Sant’Anastasia község (comune) Olaszország Campania régiójában, Nápoly megyében.

## Fekvése
A Vezúvi Nemzeti Park területén fekszik, Nápolytól 13 km-r északkeleti irányban. Határai: Casalnuovo di Napoli, Ercolano, Pollena Trocchia, Pomigliano d’Arco és Somma Vesuviana.

## Története
A település vidékét már az őskorban lakták. Az ókorban az úgynevezett Campus Romanus része volt, amely magába foglalta a Vezúv északi oldalán levő termékeny síkvidéket. A vidék hol Nápoly, hol pedig Nola fennhatósága alá tartozott. A település neve valószínűleg a gót háborúk után ide menekült illírektől és makedónoktól származik, akik Szent Anasztáziának nagy tisztelői voltak. A község a 19. század végéig a szomszédos Somma Vesuviana egyik frazionéja volt.

## Népessége
A népesség számának alakulása:

## Főbb látnivalói
A település fő látnivalója a Madonna dell’Arco-szentély (Santuario della Madonna dell’Arco), a vidék egyik legjelentősebb zarándokhelye. A 14. század elején egy kis kápolna állt a mai templom helyén, amely egy Szűzanya szobornak adott otthon. A szobor 1450-ben egy ünnepség alkalmával vérezni kezdett. A csodát 1592-ben VIII. Kelemen pápa ismerte el, azóta minden évben körmenettel megemlékeznek róla. A ma látható templomot és kolostort 1595-ben kezdték el építeni domonkos szerzetesek.